# ポール・シュルツ
ポール・シュルツ（Paul Schulze, 1962年 - ）は、アメリカ合衆国の俳優。ニューヨーク出身。
『24 -TWENTY FOUR-』のライアン・シャペル役や、『ザ・ソプラノズ 哀愁のマフィア』のフィル神父役で知られている。

## 来歴
1980年にニューヨーク市のストイフェサント高校を卒業、在学中から舞台に出演。

## 主な出演作品

### 映画
- MONA 彼女が殺された理由 Drowning Mona (2000)
- ミミック2 Mimic 2 (2001) - フィリップ
- サウンド・オブ・サイレンス Don't Say A Word (2001)
- パニック・ルーム Panic Room (2002年)
- ランボー/最後の戦場 Rambo (2008) - マイケル・バーネット

### テレビシリーズ
- ロー&オーダー Law & Order (NBC 1990-)
- スピン・シティ Spin City (2002)
- そりゃないぜ!? フレイジャー Frasier (NBC 2003)
- NYPDブルー NYPD Blue (ABC 1999)
- OZ/オズ Oz (HBO 1997-2003)
- ザ・ソプラノズ 哀愁のマフィア The Sopranos (HBO 1999-2006) - フィル神父
- 24 -TWENTY FOUR- 24 (2002-2004) - ライアン・シャペル
- ザ・ホワイトハウス the West Wing (NBC 2004)
- CSI:ニューヨーク CSI: NY (2005) - ルーク・ロバートソン
- コールドケース 迷宮事件簿 Cold Case (CBS 2006)
- NCIS 〜ネイビー犯罪捜査班 NCIS (CBS 2006)
- CSI:科学捜査班 CSI Crime Scene Investigation (CBS 2006)
- ボストン・リーガル Boston Legal (ABC 2004)
- NUMBERS 天才数学者の事件ファイル Numb3rs (2005)
- 交渉人 〜Standoff Standoff (2006)
- クローザー The Closer (2006)
- ジャスティス Justice (FOX 2006)
- MAD MEN マッドメン Mad Men (2007)
- CSI:マイアミ CSI: Miami (2007) - クライン博士
- ジャーニーマン 時空を越えた赤い糸 Journeyman (NBC 2007)
- クリミナル・マインド FBI行動分析課 Criminal Minds (2008) - ロニー・ベイルマン刑事
- ターミネーター:サラ・コナー クロニクルズ Terminator: The Sarah Connor Chronicles (FOX 2008)
- LAW & ORDER:性犯罪特捜班 Law & Order: Special Victims Unit (2010)
- リーガルに恋して Fairly Legal (2011)
- ナース・ジャッキー Nurse Jackie (2009-2015) - エディ・ワルツァー
- PERSON of INTEREST 犯罪予知ユニット Person of Interest (2012) - ジャンニ・モレッティ・Jr.
- リーガル・バディーズ フランクリン&バッシュ Franklin & Bash (2012)
- THE MENTALIST メンタリストの捜査ファイル The Mentalist (2012-2014) - ジョン・ハットン
- シカゴ P.D. Chicago P.D. (2014)
- Major Crimes 〜重大犯罪課 Major Crimes (2015)
- リゾーリ&アイルズ ヒロインたちの捜査線 Rizzoli & Isles (2015-2016) - ジョー・ハリス医師
- SUITS/スーツ Suits (2016-2017) - フランク・ギャロ
- LAW & ORDER:性犯罪特捜班 Law & Order: Special Victims Unit (2017)
- Marvel パニッシャー Marvel's The Punisher (2017) - ウィリアム・ローリンズ / ミスター・オレンジ
- エクスパンス -巨獣めざめる- The Expanse (2019) - イーサイ・マーティン